# Veliki bazar, Carigrad
Veliki bazar (turško Kapalıçarşı, kar pomeni »pokrita tržnica«; tudi Büyük Çarşı, kar pomeni »veliki trg« ) v Carigradu je ena največjih in najstarejših pokritih tržnic na svetu z 61 pokritimi ulicami in več kot 4000 trgovinami, na skupni površini 30.700 m2, ki dnevno privabi med 250.000 in 400.000 obiskovalcev. Leta 2014 je bila z 91.250.000 obiskovalci letno uvrščena med najbolj obiskane turistične atrakcije na svetu. Veliki bazar v Carigradu pogosto velja za eno prvih nakupovalnih središč na svetu.

## Lokacija
Veliki bazar je znotraj obzidanega mesta Carigrad, v okrožju Fatih in v soseski (mahalle), ki nosi isto ime (Kapalıçarşı). Razteza se približno od zahoda proti vzhodu med mošejama Bejazida II. in Nuruosmanije. Bazar je zlahka dosegljiv iz Sultanahmeta in Sirkecija s tramvaji (postaja Beyazıt-Kapalıçarşı).

## Zgodovina
Gradnja bodočega jedra Velikega bazarja se je začela pozimi 1455/56, kmalu po osmanski osvojitvi Konstantinopla in je bila del širše pobude za spodbujanje gospodarske blaginje v mesta. Sultan Mehmed II. Osvajalec je dal postaviti stavbo, namenjeno trgovanju s tekstilom  in dragulji v bližini svoje palače v Konstantinoplu. Imenovan je bil Cevâhir Bedestan (Bedesten draguljev) in je bil v osmanski turščini znan tudi kot Bezzâzistan-ı Cedîd (Novi Bedesten). Beseda bedesten je prirejena iz perzijske besede bezestan, ki izhaja iz bez (platno), in pomeni »bazar prodajalcev blaga«. Stavba – poimenovana izmenično v turščini İç (notranji), Antik (starodavni) ali Eski (stari) Bedesten – leži na pobočju tretjega griča v Carigradu, med starodavnima Konstantinovim in Teodozijevim forumom. Bil je tudi blizu prve sultanove palače, Stare palače (Eski Saray), ki se je prav tako gradila v teh istih letih in nedaleč od Artopoleje (v grščini Άρτοπωλεία), mestne pekovske četrti v bizantinskih časih.
Gradnja Bedestena se je končala pozimi 1460/61, stavba pa je bila podarjena vakufu mošeje Hagija Sofija. Analiza opeke kaže, da večina konstrukcije izvira iz druge polovice 15. stoletja, čeprav je bizantinski relief, ki predstavlja komnenskega orla, ki je še vedno zaprt na vrhu vzhodnih vrat (Kuyumcular Kapısı) Bedestena, uporabljal več znanstvenikov kot dokaz, da je bila stavba bizantinska stavba.
Na trgu v bližini Bedestena, ki se imenuje v turščini Esir Pazarı, je bila aktivna trgovina s sužnji, ki je bila uporabljena tudi iz bizantinskih časov. Druge pomembne tržnice v bližini so bile tržnica rabljenih predmetov (turško Bit Pazarı), Dolga tržnica (Uzun Çarşı), ki ustreza grškemu Makros Embolos (Μακρός Ὲμβολος za Dolgi portik), dolgo trgovsko središče s portikom, ki se razteza navzdol od Konstantinovega foruma do Zlatega roga, ki je bil eden od glavnih tržnih predelov mesta, medtem ko so staro knjižno tržnico (Sahaflar Çarşısı) preselili s bazarja na sedanjo slikovito lokacijo blizu Bajazidove mošeje šele po carigrajskem potresu leta 1894.
Nekaj let pozneje   —po drugih virih se je to zgodilo leta 1545 pod sultanom Sulejmanom I. — Mehmed II. je dal zgraditi še eno pokrito tržnico, Sandala Bedesten (ime izvira iz neke vrste niti, tkane v Bursi, ki je imela barvo sandalovine ), imenovana tudi Küçük (Mali), Cedit ali Yeni (obe besedi pomenita 'Novo') Bedesten, ki je ležal severno od prvega.
Po postavitvi Sandal Bedesten se je tja preselila trgovina s tekstilom, medtem ko je bil Cevahir Bedesten rezerviran za trgovino z luksuznim blagom. Na začetku sta bila objekta izolirana. Po besedah francoskega popotnika Pierra Gillesa iz 16. stoletja so med njima in Bajazidovo mošejo stale ruševine cerkva in velika cisterna. Toda kmalu so številni prodajalci odprli svoje trgovine med njimi in okoli njih, tako da se je rodila cela četrt, posvečena izključno trgovini.
V začetku 17. stoletja je Veliki bazar že dobil svojo končno podobo. Zaradi ogromnega obsega Osmanskega cesarstva na treh celinah in popolnega nadzora cestnih komunikacij med Azijo in Evropo so bazar in okoliški hani ali karavanseraji postali središče sredozemske trgovine. Po mnenju več evropskih popotnikov je bil v tistem času in vse do prve polovice 19. stoletja trg brez konkurence v Evropi po številčnosti, raznolikosti in kakovosti prodanega blaga. V tistem času od evropskih popotnikov vemo, da je imel Veliki bazar kvadraten tloris, z dvema pravokotnima glavnima ulicama, ki sta se križali na sredini in tretjo ulico, ki poteka vzdolž zunanjega oboda. Na bazarju je bilo 67 ulic (vsaka je nosila ime prodajalcev določenega blaga), več trgov, ki so služili za dnevne molitve, 5 mošej, 7 vodnjakov, 18 vrat, ki so se vsak dan odpirala zjutraj in zapirala zvečer (od tod izvira sodobno ime tržnice, 'Zaprta tržnica' - Kapalıçarşı). Okoli leta 1638 nam je turški popotnik Evlija Čelebi dal najpomembnejši zgodovinski opis bazarja in njegovih običajev. Število trgovin je bilo 3000, plus 300 v okoliških hanih, velikih dvo- ali trinadstropnih karavanserajih okrog notranjega dvorišča s portikom, kjer je bilo mogoče skladiščiti blago in so bivali trgovci. V tem obdobju je bila koncentrirana desetina mestnih trgovin na bazarju in okoli njega. Kljub vsemu takrat bazar še ni bil pokrit.
Ponavljajoče se nesreče, požari in potresi so prizadeli Veliki bazar. Prvi požar se je zgodil leta 1515; drugi leta 1548. Drugi požari so opustošili kompleks v letih 1588, 1618 (ko je bil uničen Bit Pazarı), 1645, 1652, 1658, 1660 (ob tej priložnosti je bilo celotno mesto opustošeno), 1687, 1688 (velika škoda je nastala na Uzun Çarşı, 1695) in 1701. Požar leta 1701 je bil še posebej hud, zaradi česar je veliki vezir Nevşehirli Damad Ibrahim paša v letih 1730–1731 ponovno zgradil več delov kompleksa. Leta 1738 je Kızlar Ağası Beşir Ağa daroval vodnjak (še obstoječ) blizu Mercan Kapıja.
V tem obdobju je bilo zaradi novega zakona o požarih, izdanega leta 1696, več delov trga, ki so ležali med obema Bedestenoma, pokritih z oboki. Kljub temu so v letih 1750 in 1791 kompleks opustošili novi požari. Potres leta 1766 je povzročil več škode, ki jo je leto pozneje popravil glavni dvorni arhitekt (Hassa Baş Mimarı) Ahmet.
Rast tekstilne industrije v zahodni Evropi v 19. stoletju, uvedba množičnih proizvodnih metod, kapitulacije, podpisane med cesarstvom in številnimi evropskimi državami, in preprečevanje – vedno s strani evropskih trgovcev – surovin, potrebnih za proizvodnjo blaga v cesarstvu, zaprto gospodarstvo, so bili dejavniki, ki so povzročili upad trga. Do leta 1850 so bile najemnine v Bedestenu desetkrat nižje kot dve do tri desetletja prej. Poleg tega sta rojstvo zahodno usmerjene buržoazije in komercialni uspeh zahodnih izdelkov potisnila trgovce, ki so pripadali manjšinam (Grki, Armenci, Judje), da so se izselili s bazarja, ki so ga dojemali kot zastarelega in odprli nove trgovine v drugih četrtih Evropejcev, kot sta Pera in Galata.
Po raziskavi iz leta 1890 je bilo na bazarju 4399 aktivnih trgovin, 2 bedestena, 2195 sob, 1 hamam, ena mošeja, 10 medres, 19 vodnjakov (med njimi dva šadirvana in en sebil), en mavzolej in 24 hanov. Na 30,7 ha kompleksa, ki je zaščiten z 18 vrati, je 3000 trgovin vzdolž 61 ulic, 2 bedesten, 13 han (in še nekaj zunaj).
Zadnja večja katastrofa se je zgodila leta 1894: močan potres, ki je pretresel Carigrad. Minister za javna dela Mahmud Celaleddin paša je do leta 1898 nadziral popravilo poškodovanega bazarja in ob tej priložnosti se je kompleks po površini zmanjšal. Na zahodu je Bit Pazarı ostal zunaj novega oboda in je postal cesta odprtega neba, imenovana Çadırcılar Caddesi (Cesta izdelovalcev šotorov), medtem ko so bila stara vrata in Kütkculer Kapi porušena. Med vsemi hani, ki so pripadali Bazarju, jih je veliko ostalo zunaj, le devet jih je ostalo zaprtih v strukturi.
Leta 1914 je Sandal Bedesten, katerega predelovalce tekstilnih izdelkov je uničila evropska konkurenca, prevzelo mesto Carigrad in se je začela eno leto pozneje uporabljala kot dražbena hiša, predvsem za preproge. Leta 1927 so posamezni deli bazarja in ulice dobili uradna imena. Zadnji požari na bazarju so se zgodili v letih 1943 in 1954, s tem povezane obnove pa so bile končane 28. julija 1959.
Zadnja obnova kompleksa je bila leta 1980. Ob tej priložnosti so odstranili tudi reklamne plakate po tržnici.

## Arhitektura
Iç Bedesten ima pravokoten tloris (43,30 m x 29,50 m). Dve vrsti kamnitih slopov, po štirje v vsaki vrsti, podpirajo tri vrste travej, po pet v vsaki vrsti. Vsako travejo prekriva opečna kupola s slepim bobnom. V notranjih in zunanjih stenah je zgrajenih 44 kleti (turško mahzen), obokanih prostorov brez zunanjih odprtin. Sončna svetloba v Bedesten prihaja iz pravokotnih oken, ki so postavljena tik pod streho: dostopna so skozi lesen ambulatorij. Zaradi pomanjkljive osvetlitve je bila stavba odprta le nekaj ur na dan in je bila namenjena trgovini z luksuznimi dobrinami, predvsem s tekstilom. Poleg tega so Bedestenov Mahzen uporabljali tudi kot sefe. V stavbo je mogoče dostopati skozi štiri vrata:
- Vrata prodajalcev rabljenih knjig (Sahaflar Kapısı) na severu,
- Vrata prodajalcev lobanje (Takkeciler Kapısı) na jugu,
- Vrata draguljarjev (Kuyumcular Kapısı) na vzhodu in;
- Vrata ženskih oblačil (Zenneciler Kapısı) na zahodu.[19]

Sandal Bedesten ima tudi pravokoten tloris (40,20 m × 42,20 m), z 12 kamnitimi slopi z 20 travejami, ki jih prekrivajo opečne kupole s slepim tamburjem. V tem primeru so trgovine vklesane le v zunanjih stenah. V obeh stavbah je vsaka traveja vezana na druge z opečnimi oboki, vezanimi z brinovimi tramovi, in zidani iz ruševin. Obe stavbi sta bili zaprti z železnimi vrati.
Poleg bedestenov so bile stavbe Velikega bazarja prvotno zgrajene iz lesa, šele po požaru leta 1700 so jih obnovili v kamnu in opeki ter pokrili. Vse stavbe bazarja, razen tržnice trgovcev s krznom (turško Kürkçüler Çarsısı), poznejšega dodatka, ki je dvonadstropna, so enonadstropne. Strehe so v glavnem pokrite s strešniki, medtem ko je leta 1954 požgani del zdaj asfaltiran. Na bazarju ni bila predvidena umetna luč, tudi zaradi preprečevanja požarov, kajenje pa je bilo strogo prepovedano. Ulice zunaj notranjega Bedestena so približno vzporedne z njim. Škoda, ki so jo povzročali številni požari in potresi skozi stoletja, skupaj s popravili, opravljenimi brez splošnega načrta, so dali trgu – predvsem v njegovem zahodnem delu – slikovit videz z labirintom ulic in poti, ki se prečkajo pod različnimi koti.

## Družbena zgodovina Velikega bazarja
Do obnove po potresu leta 1894 Veliki bazar ni imel nobenih trgovin, kot jih najdemo v zahodnem svetu: ob obeh straneh ulic so trgovci sedeli na lesenih divanih pred svojimi policami. Vsak od njih je zavzemal prostor od 1,8 do 2,4 m v širino in 0,91 do 1,22 m v globino. To je bilo poimenovano v turščini dolap, kar pomeni 'stojnica'. Najdragocenejše blago ni bilo razstavljeno, ampak shranjeno v omarah. Le oblačila so bila obešena v dolgih vrstah, s slikovitim učinkom. Bodoči odjemalec bi lahko sedel pred trgovcem, se z njim pogovarjal in sproščeno pil čaj ali turško kavo. Ob koncu dneva je bila vsaka stojnica zaprta z zavesami. Druga posebnost je bilo popolno pomanjkanje oglaševanja. Poleg tega so bili, kot povsod na Vzhodu, trgovci z isto vrsto blaga prisilno koncentrirani ob eni ulici, ki je dobila ime po njihovem poklicu. Notranji Bedesten je gostil najdragocenejše izdelke: tam so imeli svoje trgovine draguljarji, orožarji, trgovci s kristalom. Sandal Bedesten je bil predvsem središče trgovine s svilo, tam pa se je prodajalo tudi drugo blago. Najslikovitejši deli tržnice so bili – razen dveh Bedestenov – trg čevljev (turško Pabuççular Pazarı), kjer je bilo na tisoče čevljev različnih barv (osmanski sumptuari zakoni so predpisovali rumene čevlje za muslimane, modre za grške pravoslavne, črne za Jude in rdeče za Armence) so bili razstavljeni na visokih polica. Tu so bile še tržnica začimb in zelišč (pozneje skoncentrirana na egiptovskem bazarju), ki je stala blizu draguljarjev; trg oklepov in orožja, trg starih knjig in bolšji trg. 
Tovrstna organizacija je postopoma izginila, čeprav je danes spet opaziti koncentracijo istih poslov ob določenih ulicah:
- Draguljarji in zlate zapestnice vzdolž Kalpakçılar Caddesi;
- zlate zapestnice vzdolž Kuyumcular Çarşısıja;
- Pohištvo vzdolž Divrikli Caddesi;
- Preproge vzdolž Sahaflar Caddesi;
- Usnjeni izdelki vzdolž Perdahçılar Caddesi
- Usnjena in priložnostna oblačila v Bit Pazarı.

Pravzaprav je bil glavni razlog koncentriranja trgovine na enem mestu zagotavljanje najvišje varnosti pred krajo, požarom in vstajo. Za blago v Bedestenu je bilo zagotovljeno vse, razen nemirov. Vrata so bila ponoči vedno zaprta, po bazarju pa so patruljirali stražarji, ki so jih plačali trgovski cehi. Za dostop do kompleksa v nočnih urah je bil potreben cesarski ukaz. Edina uradna nočna otvoritev v zgodovini bazarja se je zgodila leta 1867 med praznikom, organiziranim ob vrnitvi sultana Abdulaziza iz Egipta, ko je suveren prečkal osvetljen trg z jahanjem konja med veselim ljudstvom. Kljub ogromnemu bogastvu, ki je bilo na bazarju skozi stoletja – kot je zapisal angleški popotnik že okoli leta 1870 bi lahko ogled notranjega Bedestena zlahka uničil nekaj družin Rothschildov – kraje so se zgodile izjemno redko. Najpomembnejši tak incident se je zgodil leta 1591, ko so v starem Bedestenu ukradli 30.000 zlatnikov (turško Altın). Kraja je šokirala ves Carigrad, bazar je bil dva tedna zaprt, ljudi pa so mučili, dokler niso našli denarja, skritega pod blazino. Krivec je bil mladi perzijski prodajalec mošusa. Zahvaljujoč posredovanju sultana Murata III. je bil usmrčen z obešanjem in ne z mučenjem.
Etika trgovanja na trgu do dobe Tanzimata (tj. do sredine 19. stoletja) je bila precej drugačna od sodobne: značilni so bili ravnodušnost do dobička, odsotnost zavisti pri uspehih drugih trgovcev, enotna in pravilna cena, značilnosti osmanskega bazarja v njegovi zlati dobi. Razlog za takšno vedenje je deloma v etiki islama, deloma pa v cehovskem sistemu, ki je trgovcem zagotavljal močno mrežo socialne varnosti. Kasneje je vpliv zahodnjakov na osmansko družbo in vpliv narodnih manjšin povzročil uvedbo trgovske etike v osmansko družbo.
Prav v času vpliva zahodnjakov na osmansko družbo je Veliki bazar postal obvezen topos romantične literature. Opise bazarja sredi 19. stoletja dolgujemo pisateljem, kot sta Edmondo De Amicis in Théophile Gautier.
Druga posebnost trga v osmanski dobi je bilo popolno pomanjkanje restavracij. Odsotnost žensk v družbenem življenju in nomadske konvencije v turški družbi so naredili koncept restavracije tuj. Trgovci so kosilo prinesli v škatli s hrano, imenovani sefertas, edina hrana, ki so jo prodajali, pa so bile preproste jedi, kot so doner kebab, tavuk göğsü (sladica, pripravljena s piščančjimi prsi, mlečnim sladkorjem in rožno vodo, potresena nanje) in turška kava. Te preproste jedi so pripravljali in stregli v majhnih dvonadstropnih kioskih, postavljenih sredi ceste. Najbolj znan med temi kioski je tisti, ki še obstaja, vendar ne deluje več, na križišču Halıcılar Caddesi in Acı Çesme Caddesi. Domneva se, da je sultan Mahmud II. pogosto prihajal tja preoblečen, da bi pojedel svoj puding. Bazar je bil v osmanski dobi kraj, kjer so se Carigrajčani (Istanbullu - prebivalci mesta) lahko videli. Ne samo, da je bila tržnica edini kraj v mestu, kamor so se dame lahko odpravile razmeroma zlahka  (in ta okoliščina je naredila kraj še posebej zanimiv za Evropejce, ki so obiskali mesto), ampak je bil – še posebej od Tanzimata naprej – tudi edino javno mesto, kjer se je povprečen državljan lahko mimogrede srečal s člani cesarskega harema in dvora.
Bazarski trgovci so bili organizirani v cehe. Za ustanovitev novega je bilo treba le imeti dovolj trgovcev istega blaga. Nato je nastal monopol, število trgovcev in trgovin je bilo zamrznjeno. V ceh je bil lahko sprejet le s kooptacijo, bodisi kot sin pokojnega člana ali po plačilu ustrezne vsote članu, ki se je želel upokojiti.
Vodja ceha je bil javni uradnik po imenu Kethüda (oskrbnik, namestnik, poročnik). Plačal ga je ceh, imenoval pa ga je carigrajski Kadi. Določanje cen in davkov je bilo stvar Kethüda. Pridružil se mu je predstavnik člana ceha, imenovan Yiğitbaşı (vodja pogumnih mladih fantov). Ta dva častnika je spremljala skupščina starešin, ki niso bili nujno stari, vendar so jo sestavljali najbolj izkušeni trgovci. Vzporedno s cehi so obstajale izključno verske organizacije, imenovane fütüvvet tariks. Njihovi člani so se srečevali v derviških svetiščih in opravljali verske funkcije. Te organizacije so sčasoma postajale vse manj pomembne zaradi povečane teže grških, armenskih in judovskih trgovcev v čaršijski trgovini. Vsak ceh je imel finančni oddelek, ki je od članov zbiral zmerno mesečno nadomestilo (nekaj srebrnikov; turško Kuruş) in ga upravljal tako, da je skrbel za potrebe vsake povezane osebe. Cehi so v obdobju Tanzimata vedno bolj izgubljali svoj pomen in so bili ukinjeni leta 1913, pa jih je nadomestilo združenje bazarskih trgovcev. Danes je na Bazarju več trgovskih združenj, vendar nobeno ne predstavlja celotne skupnosti prodajalcev.

## Veliki bazar danes
Danes je Veliki bazar uspešen kompleks, ki zaposluje 26.000 ljudi, ki jih dnevno obišče med 250.000 in 400.000 obiskovalcev, in ena glavnih znamenitosti Carigrada. Konkurirati mora sodobnim nakupovalnim središčem, ki so običajna v Carigradu, a njegova lepota in fascinacija zanj predstavljata izjemno prednost. Vodja Združenja obrtnikov Velikega bazarja je trdil, da je bil kompleks leta 2011 – ob 550. rojstnem dnevu – najbolj obiskan spomenik na svetu. Projekt obnove, ki se je začel leta 2012, bi moral obnoviti infrastrukturo, sisteme ogrevanja in razsvetljave. Poleg tega bodo obnovljeni hani znotraj Tržnice, poznejši prizidki pa porušeni. Ta projekt bi moral končno rešiti velike težave trga: na primer na celotnem bazarju ni ustreznega stranišča. Poleg tega je pomanjkanje nadzora v preteklih letih mnogim trgovcem omogočilo, da so v svojih trgovinah odstranili stebre in stene, da bi pridobili prostor; to je skupaj z zamenjavo svinca (v zadnjih letih ukradenega) z betonom na strehi trga ustvarilo veliko nevarnost, ko se bo zgodil potres, ki se v naslednjih letih pričakuje v Carigradu.
- kavarna
- Eden od kioskov iz 17. stoletja, ki je bil nekoč majhna kavarna.
- Ena od štirih marmornih fontan za pitje
- Bazar po zaključni uri.
- Lanterne, ki visijo v trgovini.
- Najstnik na vratih trgovine s svetilkami.
- Pipe fontane na bazarju.
- Živahna dejavnost.
- Še en notranji pogled z bazarja.
- Turška zastava znotraj bazarja.